# USS Johnston (DD-821)
El USS Johnston (DD-821) fue un destructor de la clase Gearing. Estuvo en servicio con la US Navy de 1946 a 1980 y, como ROCS Chen Yang, con la marina de guerra de la República de China de 1981 a 2006.

## Construcción
Fue construido por Consolidated Steel de Orange (Texas). Fue colocada la quilla el 5 de junio y fue botado el casco el 19 de octubre de 1945. Fue asignado en la US Navy el 23 de agosto de 1946.

## Historia de servicio
En 1980 fue transferido a la Armada de la República de China bajo el Security Assistance Program; y su nombre cambió a ROCS Chen Yang. Retirado, en 2006 fue hundido como blanco naval.

## Nombre
Su nombre USS Johnston honra a John V. Johnston, general de la guerra civil estadounidense. Fue el segundo buque de la marina de guerra en llevar este nombre, luego del USS Johnston (DD-557).